# Amorphoscelis pulchella
Amorphoscelis pulchella es una especie de mantis de la familia Amorphoscelidae.

## Distribución geográfica
Se encuentra en Angola, República Democrática del Congo, Uganda y  Zimbabue.